# Hard to Make a Stand
«Hard to Make a Stand» es el tercer sencillo del segundo álbum homónimo de Sheryl Crow (1996). Fue lanzado como sencillo solo en Europa, Canadá, Japón y Sudáfrica. La pista causó controversia en los Estados Unidos debido a sus referencias al aborto. El video musical de la canción, dirigido por Matthew Amos, está tomado de una presentación en vivo en Londres. Una interpretación en vivo de esta canción aparece en el DVD del concierto de Sheryl Crow de 2006: Wildflower Tour, Live from New York.

## Lista de canciones
UK CD1
1. "Hard to Make a Stand"
2. "Hard to Make a Stand" (alternate version)
3. "Hard to Make a Stand" (live BBC Simon Mayo Session)
4. "In Need"

UK CD2
1. "Hard to Make a Stand"
2. "Sad Sad World"
3. "No One Said It Would Be Easy" (live from Shepherd's Bush Empire in London)
4. "If It Makes You Happy" (live from Shepherd's Bush Empire in London)

European CD single
1. "Hard to Make a Stand"
2. "Sad Sad World"

Japanese CD single
1. "Hard to Make a Stand"
2. "If It Makes You Happy" (live)
3. "On the Outside" (live)
4. "No One Said It Would Be Easy" (live)

## Créditos y personal
Créditos son adaptados de la notas interiores del CD2 de Reino Unido.
Estudio
- Grabado en Sunset Sound Factory (Los Ángeles)

Personal
- Sheryl Crow – escritura, voz, bajo, guitarra acústica, órgano Hammond, producción
- Bill Bottrell – escritura
- Todd Wolfe - escritura
- RS Bryan – escribiendo
- Steve Donnelly - guitarra eléctrica
- Pete Thomas – batería
- Tchad Blake - mezcla, grabación
- Jeri Heiden – diseño artístico
- Jim Wright – fotografía

## Posicionamiento en las listas
| Lista (1997–1998)          | Posición más alta |
| -------------------------- | ----------------- |
| 15                         | 15                |
| Europe (Eurochart Hot 100) | 85                |
| 14                         | 14                |
| 22                         | 22                |